# Viaduc du Blanc
Pour les articles homonymes, voir Le Blanc.
Le viaduc du Blanc est un ouvrage d'art ferroviaire de la ligne de Saint-Benoît au Blanc, situé sur le territoire de la commune du Blanc, dans le département de l'Indre, en région Centre-Val de Loire.

## Situation ferroviaire
Le viaduc du Blanc, enjambant la Creuse, était situé  à l'époque au point kilométrique (PK) 406,93 de la ligne de Saint-Benoît au Blanc, entre les gares de Saint-Aigny - Le Blanc et du Blanc.

## Histoire
La construction du viaduc du Blanc a débuté en 1885, et s'est terminée en 1886,. Les architectes Bleynie, Charles Dupuy et Bonnemère ont été chargés du projet.
L'objectif de l'ouvrage était de permettre le franchissement, à voix unique, de la rivière Creuse (affluent de la Vienne), pour les trains de la ligne de Saint-Benoît au Blanc.
Le viaduc aura couté 2 210 000 Frcs de l'époque.

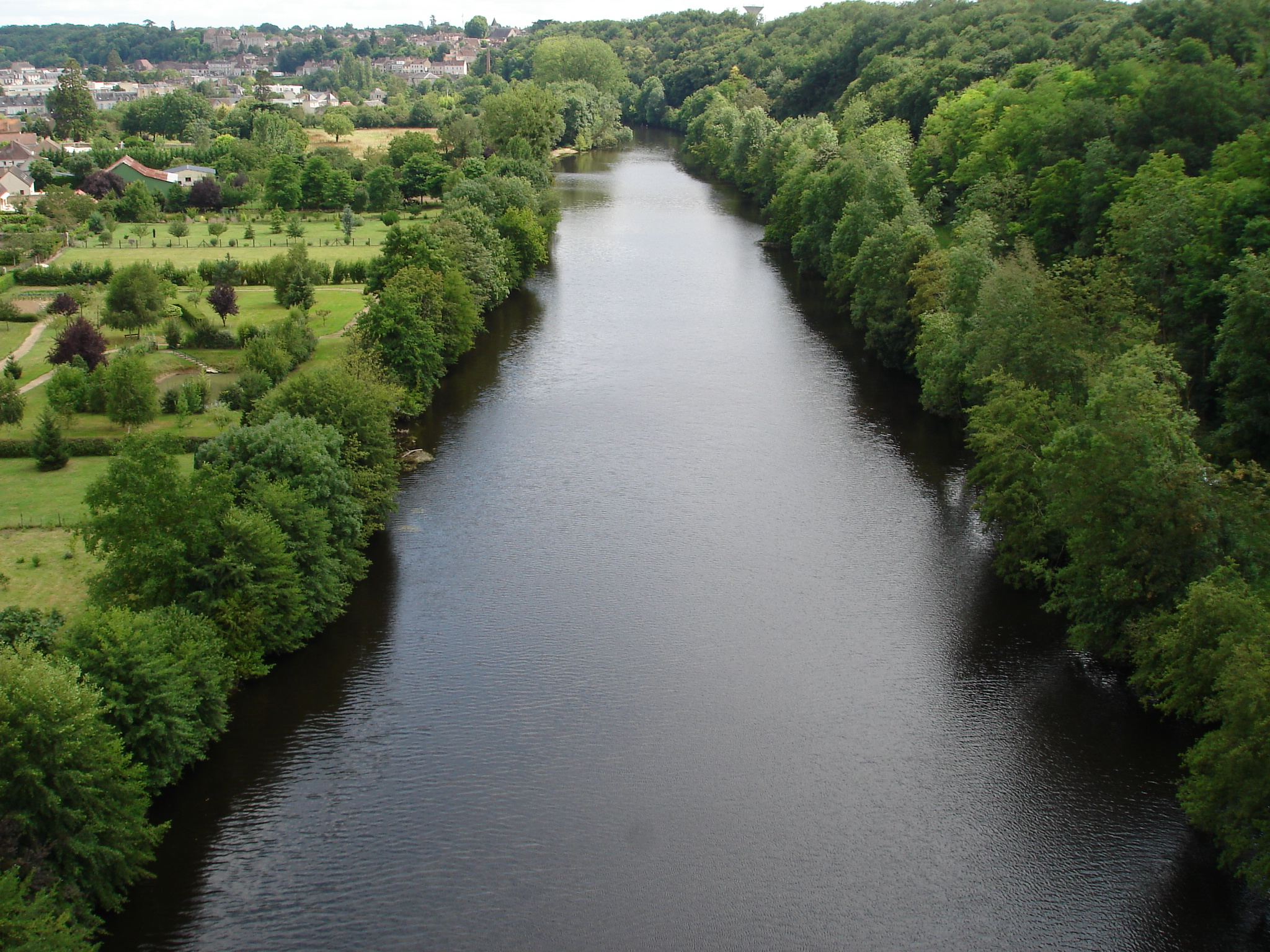
La rivière Creuse depuis le sommet du viaduc en 2007.

## Caractéristiques
C'est un viaduc en arc en plein cintre, qui faisait fonction de pont-rail.
Le viaduc à une hauteur de 38 m, et de 4,5 m de large est composée de 21 arches, pour une longueur de 528 m,.
Sa construction a nécessité 43 000 m3 de pierre.

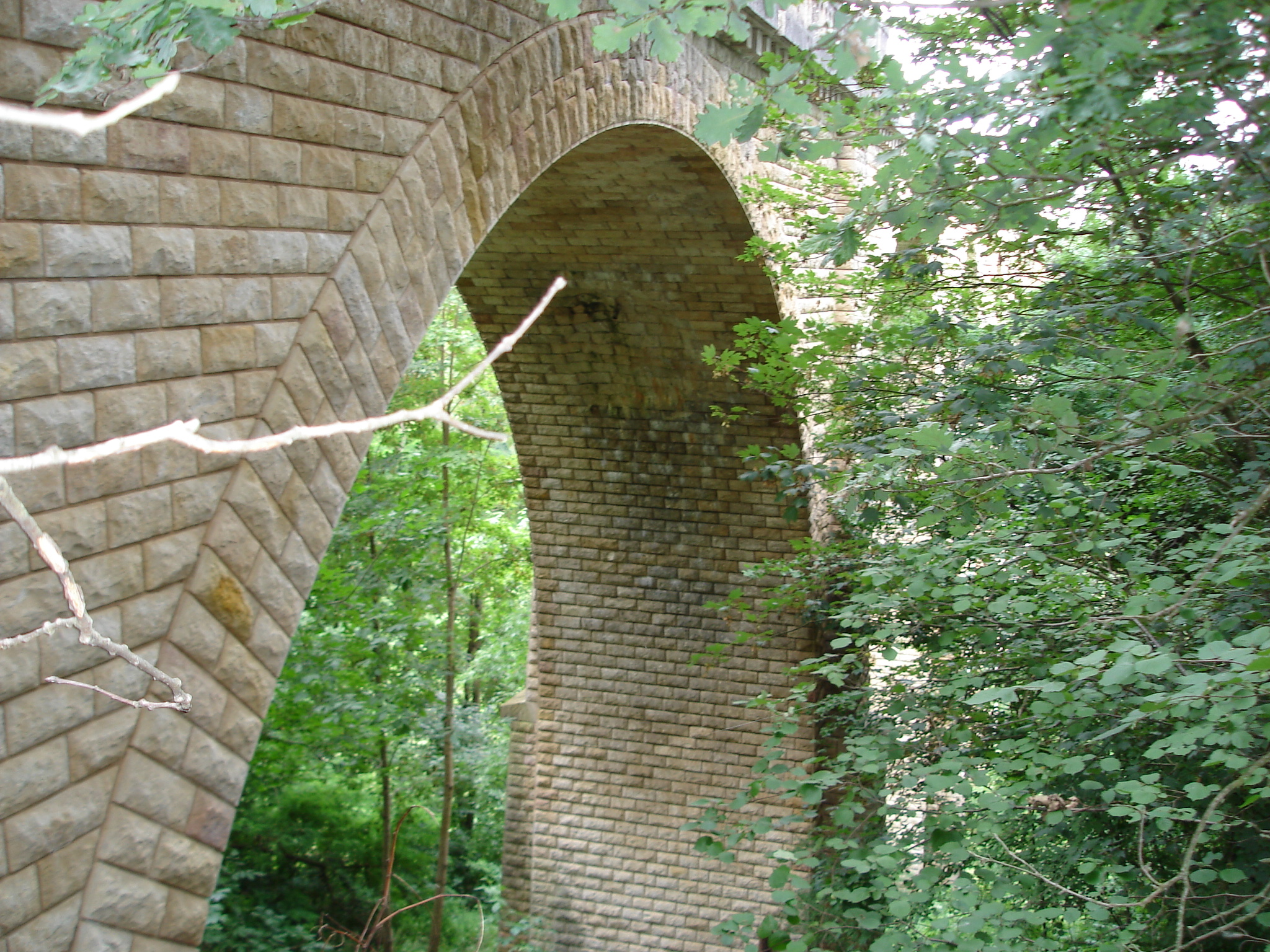
Une arche du viaduc en 2007.

## Voie verte
La circulation ferroviaire ayant cessé en 1990, l'ouvrage est désormais aménagé en voie verte,.

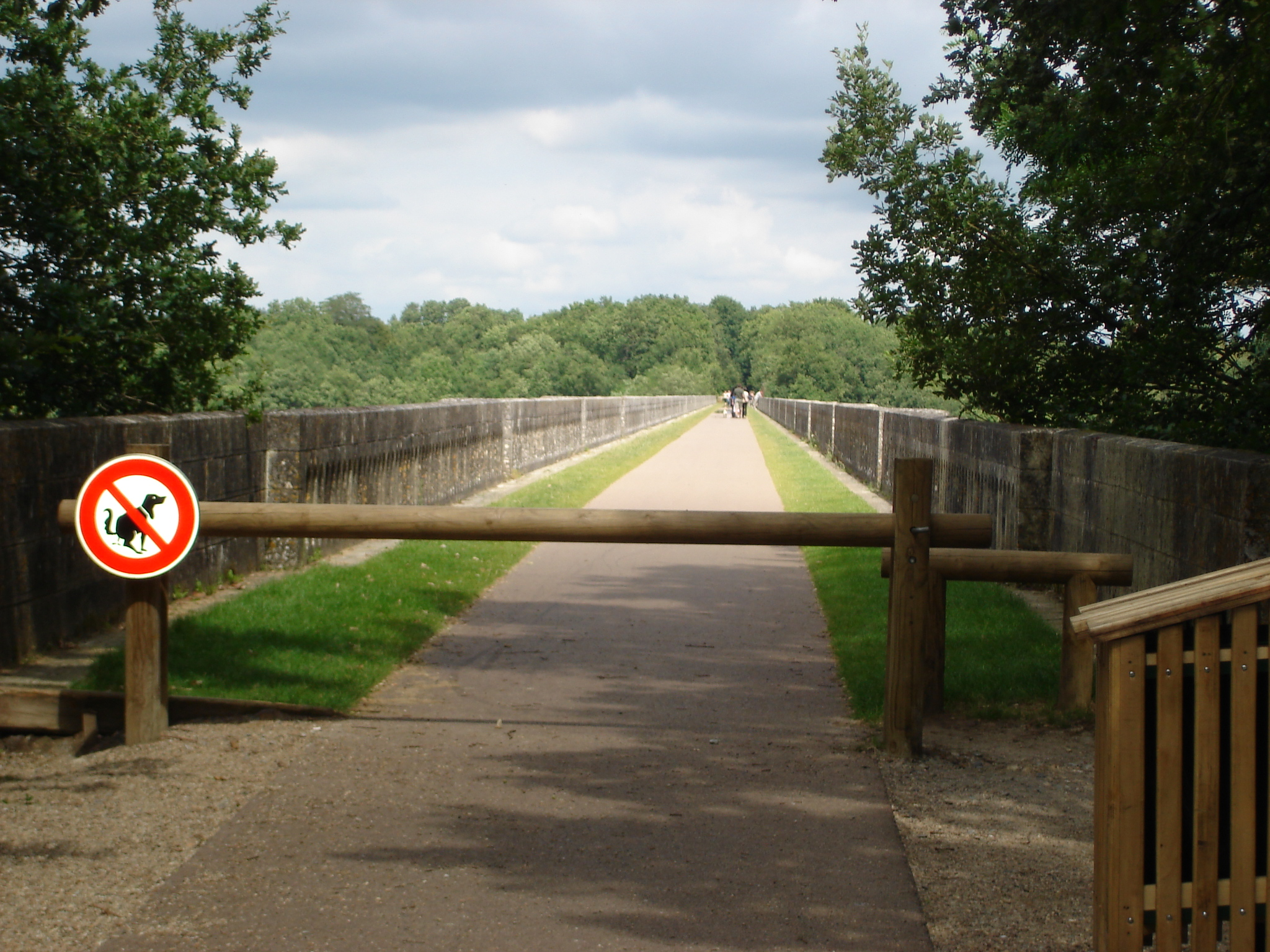
La voie verte des Vallées en 2007.